# Europese kampioenschappen veldlopen 2002
De negende editie van de Europese kampioenschappen veldlopen vond op 8 december 2002 plaats in de Kroatische plaats Medulin, gelegen op het Istrische schiereiland.

## Uitslagen

### Mannen Senioren
| Plaats | Atleet             | Land       | Tijd (min.s) |
| ------ | ------------------ | ---------- | ------------ |
|        | Serhij Lebid       | Oekraïne   | 28.58        |
|        | Mustapha Essaid    | Frankrijk  | 29.03        |
|        | Fabián Roncero     | Spanje     | 29.03        |
| 4      | Eduardo Henriques  | Portugal   | 29.05        |
| 5      | Hélder Ornelas     | Portugal   | 29.08        |
| 6      | Juan De La Ossa    | Spanje     | 29.10        |
| 7      | Enrique Molina     | Spanje     | 29.12        |
| 8      | Alistair Cragg     | Ierland    | 29.13        |
| 9      | Yevgen Bozhko      | Oekraïne   | 29.18        |
| 10     | Günther Weidlinger | Oostenrijk | 29.21        |

| Plaats | Land                                                                       | Punten                |
| ------ | -------------------------------------------------------------------------- | --------------------- |
|        | Spanje Fabián Roncero Juan De La Ossa Enrique Molina José Manuel Martínez  | 3 + 6 + 7 + 15 = 31   |
|        | Frankrijk Mustapha Essaid Loic Letellier Mickael Thomas El Hassan Lahssini | 2 + 12 + 13 + 16 = 43 |
|        | Portugal Eduardo Henriques Hélder Ornelas Paulo Guerra José Ramos          | 4 + 5 + 20 + 28 = 57  |

### Vrouwen Senioren
| Plaats | Atleet              | Land                | Tijd (min.s) |
| ------ | ------------------- | ------------------- | ------------ |
|        | Helena Javornik     | Slovenië            | 20.16        |
|        | Galina Bogomolova   | Rusland             | 20.18        |
|        | Elvan Abeylegesse   | Turkije             | 20.19        |
| 4      | Aniko Kalovics      | Hongarije           | 20.21        |
| 5      | Hayley Tullett      | Verenigd Koninkrijk | 20.25        |
| 6      | Sonja Stolic        | Servië              | 20.27        |
| 7      | Hafida Gadi-Richard | Frankrijk           | 20.28        |
| 8      | Simona Staicu       | Hongarije           | 20.28        |
| 9      | Anita Weyermann     | Zwitserland         | 20.30        |
| 10     | Anastassia Zubova   | Rusland             | 20.31        |

| Plaats | Land                                                                        | Punten                 |
| ------ | --------------------------------------------------------------------------- | ---------------------- |
|        | Rusland Galina Bogomolova Anastassia Zubova Lilia Volkova Olga Romanova     | 2 + 10 + 17 + 19 = 48  |
|        | Portugal Ines Monteiro Analidia Torre Analia Rosa Jéssica Augusto           | 11 + 12 + 15 + 16 = 54 |
|        | Verenigd Koninkrijk Hayley Tullett Hayley Yelling Liz Yelling Sharon Morris | 5 + 14 + 20 + 41 = 80  |

### Mannen Junioren
| Plaats | Atleet             | Land      | Tijd (min.s) |
| ------ | ------------------ | --------- | ------------ |
|        | Evgeny Rybakov     | Rusland   | 18.16        |
|        | Anatoly Rybakov    | Rusland   | 18.17        |
|        | Halil Akkas        | Turkije   | 18.23        |
| 4      | Pieter Desmet      | België    | 18.35        |
| 5      | Stefano Scaini     | Italië    | 18.36        |
| 6      | Abdel Mamhoudi     | Frankrijk | 18.38        |
| 7      | Vladimir Ponomarev | Rusland   | 18.38        |
| 8      | Ian De-Bondt       | Frankrijk | 18.41        |
| 9      | Cosmin Suteu       | Roemenië  | 18.43        |
| 10     | Velibor Radojevic  | Servië    | 18.57        |

| Plaats | Land                                                                      | Punten                |
| ------ | ------------------------------------------------------------------------- | --------------------- |
|        | Rusland Evgeny Rybakov Anatoly Rybakov Vladimir Ponomarev Akmal Ishov     | 1 + 2 + 7 + 27 = 37   |
|        | Frankrijk Abdel Mamhoudi Ian De-Bondt Mounir Yemmouni Abdelaali Elbadaoui | 6 + 8 + 11 + 32 = 57  |
|        | Italië Stefano Scaini Stefano Cugusi Dereje Rabattoni Francesco Bona      | 5 + 23 + 28 + 36 = 92 |

### Vrouwen Junioren
| Plaats | Atleet          | Land                | Tijd (min.s) |
| ------ | --------------- | ------------------- | ------------ |
|        | Charlotte Dale  | Verenigd Koninkrijk | 12.28        |
|        | Elina Lindgren  | Finland             | 12.27        |
|        | Galina Egorova  | Rusland             | 12.28        |
| 4      | Tatjana Petrova | Rusland             | 12.29        |
| 5      | Adriënne Herzog | Nederland           | 12.30        |
| 6      | Asly Cakyr      | Turkije             | 12.38        |
| 7      | Freya Murray    | Verenigd Koninkrijk | 12.40        |
| 8      | Danielle Barnes | Verenigd Koninkrijk | 12.40        |
| 9      | Marina Ivanova  | Rusland             | 12.41        |
| 10     | Turkan Erismis  | Turkije             | 12.44        |

| Plaats | Land                                                                           | Punten                  |
| ------ | ------------------------------------------------------------------------------ | ----------------------- |
|        | Verenigd Koninkrijk Charlotte Dale Freya Murray Danielle Barnes Rachael Nathan | 1 + 7 + 8 + 11 = 27     |
|        | Rusland Galina Egorova Tatjana Petrova Marina Ivanova Galina Ignatyeva         | 3 + 4 + 9 + 19 = 35     |
|        | België Kirsten Braem Marieken Verhaeghe Miek Vyncke Liesbeth Van De Velde      | 21 + 22 + 30 + 32 = 105 |